# Mauzoleum Potockich w Wilanowie
Mauzoleum Potockich w Wilanowie, właśc. Mauzoleum Stanisława Kostki i Aleksandry Potockich – symboliczny nagrobek wystawiony w 1836 Stanisławowi Kostce Potockiemu i jego żonie Aleksandrze z Lubomirskich Potockiej przez ich syna Aleksandra w pobliżu pałacu w Wilanowie.

## Opis
Mauzoleum zostało zaprojektowane w stylu neogotyckim przez Henryka Marconiego. Rzeźby zostały wykonane w latach 1834–1836 przez Jakuba Tatarkiewicza (sarkofag i figury zmarłych) i Konstantego Hegla (rzeźby lwów i tarcze herowe) z piaskowca szydłowieckiego. 
Składa się z neogotyckiego baldachimu ustawionego na rozległym cokole, w którego rogach znajdują się cztery lwy trzymające tarcze z herbami Pilawa Potockich i Drużyna Lubomirskich. Na sarkofagu umieszczonym pod baldachimem przedstawiono postacie małżonków, jego boki zdobią zaś płaskorzeźby – geniusze śmierci i personifikacje zainteresowań i cnót zmarłych.
W 1965 mauzoleum zostało wpisane do rejestru zabytków.